# Distretto di Kozienice
Il distretto di Kozienice (in polacco powiat kozienicki) è un distretto polacco appartenente al voivodato della Masovia.

## Geografia antropica

### Suddivisioni amministrative
Il distretto comprende 7 comuni.
- Comuni urbano-rurali: Kozienice
- Comuni rurali: Garbatka-Letnisko, Głowaczów, Gniewoszów, Grabów nad Pilicą, Magnuszew, Sieciechów